# Gorenje Jesenice
Gorenje Jesenice je naselje u slovenskoj Općini Šentrupertu. Gorenje Jesenice se nalazi u pokrajini Dolenjskoj i statističkoj regiji Jugoistočnoj Sloveniji. 

## Stanovništvo
Prema popisu stanovništva iz 2002. godine naselje je imalo 111 stanovnika.